# Екосистеми копнених вода
Екосистеми копнених слатких вода су подскуп Земљиних водених екосистема. Они обухватају језера и баре, реке, потоке, изворе и мочваре. Они су супротност морских екосистема који имају већи садржај соли. Слатководна станишта могу се класификовати по различитим факторима, укључујући температуру, продор светлости, хранљиве материје и вегетацију.
Слатководни екосистеми могу се поделити на екосистеме стајаћих вода и екосистеме текућих вода. 
Лимнологија (и њена грана биологија слатких вода) проучава слатководне екосистеме. Она је део хидробиологије.
Првобитни покушаји разумевања и праћења слатководних екосистема били су подстакнути претњама по здравље људи  (нпр. избијање колере због загађења канализацијом). Рани мониторинг фокусиран је на хемијске показатеље, затим на бактерије, и на крају на алге, гљивице и протозое. Нова врста мониторинга укључује квантификацију различитих група организама (макробескичмењаке, макрофите и рибе) и мерење услова који су повезани са њима.

## Претње слатководним екосистемима
Постоји пет широко распрострањених опасности за биодиверзитет слатке воде: прекомерна експлоатација, загађење воде, модификација протока, уништавање или деградација станишта и инвазија егзотичних врста. Недавни трендови изумирања углавном се могу приписати седиментацији, фрагментацији тока, хемијским и органским загађивачима, бранама и инвазивним врстама. Уобичајени хемијски стресни притисци на слатководне екосистеме укључују ацидификацију, еутрофикацију и загађење бакром и пестицидима.

## Изумирање слатководне фауне
Преко 123 врсте слатководне фауне нестале су у Северној Америци од 1900. године. Процењено је да је од слатководних врста Северне Америке угрожено 48,5% шкољки, 22,8% гастропода, 32,7% ракова, 25,9% водоземаца и 21,2% риба. Стопе изумирања многих врста могу се нагло повећати у наредном веку због инвазивних врста, губитка кључних врста и врста које већ функционално изумиру (нпр. врсте које се не размножавају). Чак и користећи конзервативне процене, стопа изумирања слатководне рибе у Северној Америци 877 пута је већа од давнашње стопе изумирања (1 на 3.000.000 година). Предвиђене стопе изумирања за слатководне животиње су око пет пута веће него за копнене животиње и упоредиве су са стопама заједница прашуме.
Савремени поступци биомониторинга слатке воде се пре свега фокусирају на структуру заједнице, али неки програми мере функционалне показатеље попут биохемијске (или биолошке) потребе за кисеоником, потребе за кисеоником у седименту и раствореног кисеоника. Структура заједнице макробескичмењака обично се прати због разнолике таксономије, лакоће сакупљања, осетљивости на низ стресних притисака и укупне вредности екосистема. Поред тога, структура заједница алги (које често користе дијатомеје) мери се у програмима биомониторинга. Алге су такође таксономски разнолике, лако се сакупљају, осетљиве су на низ стресних притисака и од опште су вредности за екосистем. Алге расту врло брзо и заједнице могу одражавати брзе промене у окружењу.
Поред структуре заједнице, реакција на стресне притиске слатке воде истражује се експерименталним студијама које мере промене у понашању организма, измењене стопе раста, репродукције или смртности. Експериментални резултати на појединим врстама под контролисаним условима не морају увек да одражавају природне услове и заједнице више врста.
Употреба референтних локација уобичајена је за дефинисање идеализованог „здравља“ слатководног екосистема. Референтне локације могу се бирати просторно одабиром локација са минималним утицајем људског узнемиравања и утицаја. Међутим, референтни услови се такође могу временски успоставити коришћењем сачуваних индикатора, попут диатомејских љуштура, полена макрофита, хитина инсеката и крљушти риба, који се могу користити за одређивање стања пре великих поремећаја људског утицаја. Ове временске референтне услове је често лакше реконструисати у стајаћој води него у текућој јер стабилни седименти могу боље сачувати биолошке индикаторске материје.